# خزنده‌ریختان
خزنده‌ریختان (نام علمی: Reptiliomorpha) نام یک کلاد از چهاراندامان است.